# Wadi Al Himriyyah
El Wadi Al Himriyyah (en árabe: وادي الحمرية‎, romanizado: Wādī Al Himriyyah), es un valle o río seco, con caudal efímero o intermitente, que fluye casi exclusivamente durante la temporada de lluvias, situado al noreste de los Emiratos Árabes Unidos, en los emiratos de Fuyaira y Ras al Jaima.
Pertenece a la cuenca hidrográfica interior del Wadi Mu'taridah / Wadi Mutarid / Wadi Al Mithaddim (65 km²), del que es afluente por la izquierda, y se extiende a través de una pequeña subcuenca hidrográfica de tan solo 4,12 km², que limita al norte y al noroeste con la del propio Wadi Mu'taridah / Wadi Mutarid / Wadi Al Mithaddim; y al sur y al oeste con la del Wadi Kub.

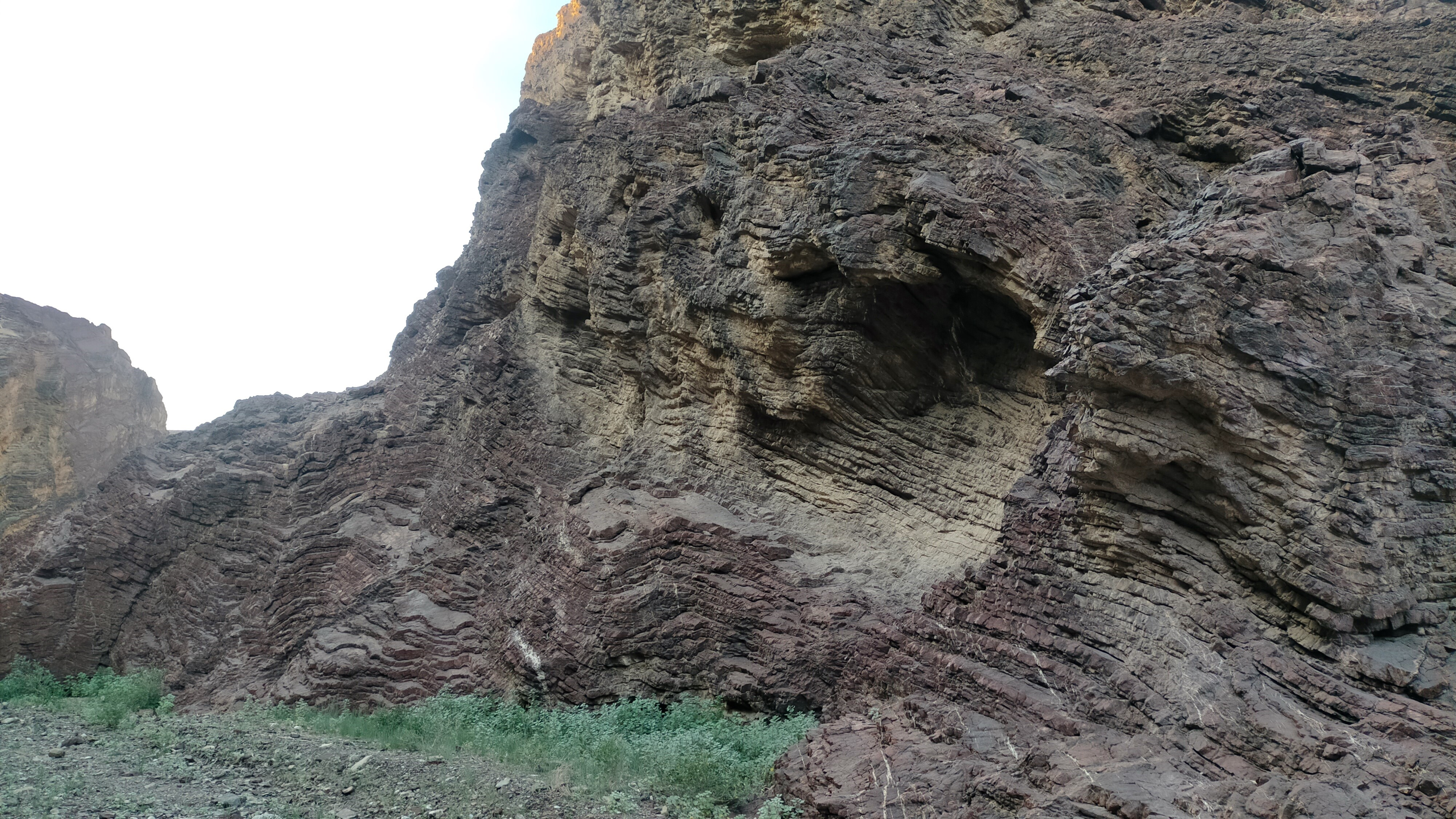
Wadi Al Himriyyah. Bonitas formaciones de roca estratificada

El nacimiento del cauce principal del Wadi Al Himriyyah está situado, aproximadamente, 565 metros al suroeste de la cima del Jabal Huq (629 m s. n. m.), en el Emirato de Fuyaira, punto más elevado de toda la cuenca hidrográfica, que se caracteriza por un relieve montañoso, con pequeñas colinas que muy rara vez superan los 500 m s. n. m. de altitud.

## Recorrido
El Wadi Al Himriyyah fluye inicialmente de este a suroeste, y en su curso medio vira hacia el noroeste, recibiendo en su trayectoria la aportación de dos brazos afluentes (brazo sureste y brazo sur) y múltiples barrancos de menor entidad.

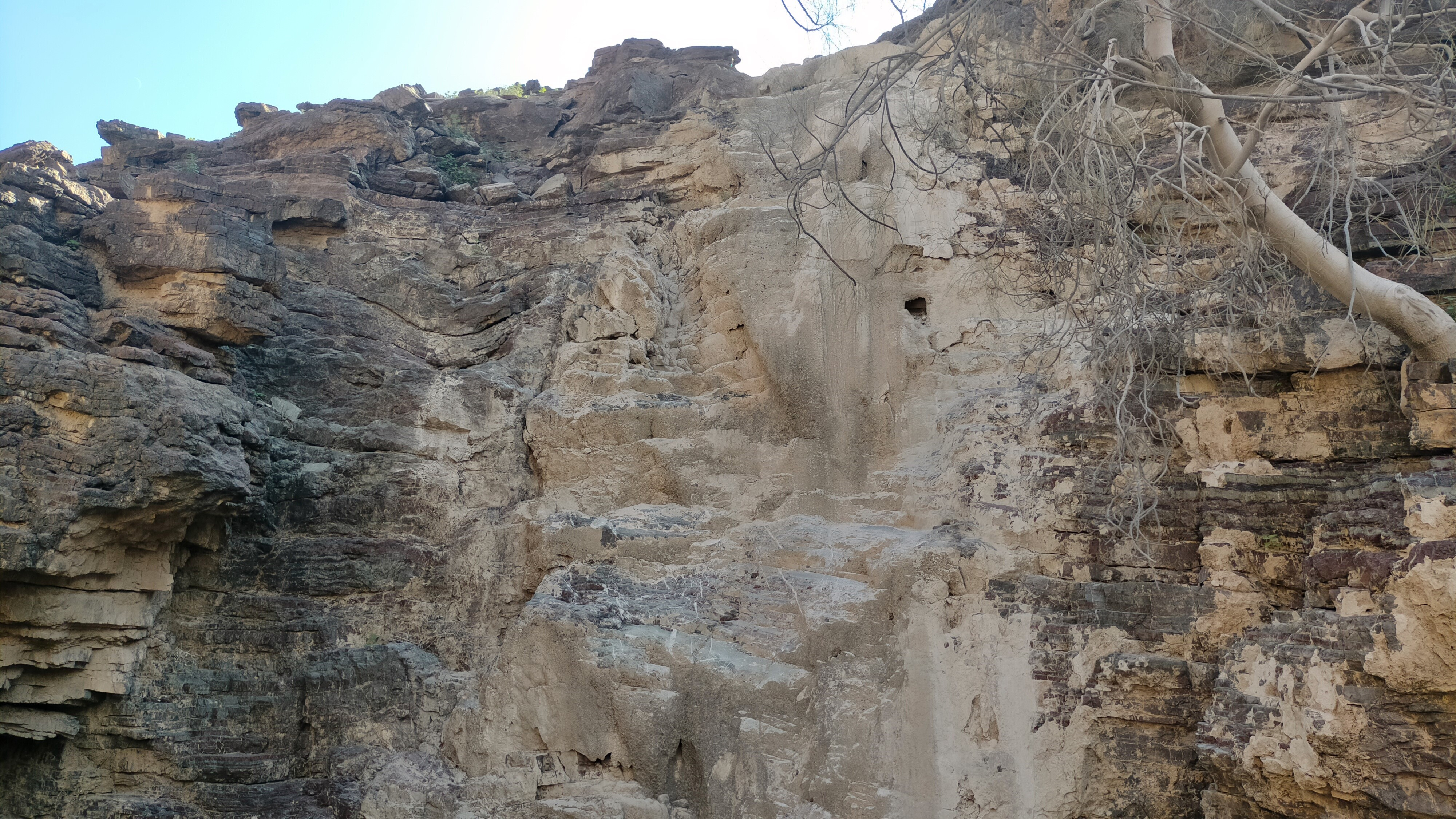
Wadi Al Himriyyah Dry Falls - Una de las cascadas secas del brazo sureste del Wadi Al Himriyyah

Aproximadamente a los 2,3 kilómetros de su nacimiento, ya en territorio del Emirato de Ras Al Jaima, el Wadi Al Himriyyah recibe por la izquierda las aguas de su brazo sureste, de escasa longitud, que se distingue por la presencia de varias pequeñas cascadas secas, las Wadi Al Himriyyah Dry Falls, de entre 10 y 20 metros de altura.
Casi en el km. 3, justo en el lugar en donde el wadi vira hacia el noroeste, recibe también por la izquierda la aportación de su brazo sur, de mayor longitud que el anterior, y que a su vez se forma por la confluencia de varios barrancos que descienden de las colinas de entre 450 m. y 470 m. de elevación, que delimitan el sureste de la subcuenca hidrográfica.
Uno de esos pequeños barrancos forma poco antes de su desembocadura en el brazo sur, una estrecha garganta, a la salida de la cual existe una gran roca monolito, conocida como Al Himriyyah Rock, que por su original forma y dimensiones se ha convertido en una de las imágenes más representativas de este wadi. 
El curso medio y bajo del Wadi Al Himriyyah se caracteriza por su escasísimo desnivel y por la existencia de un pequeño desfiladero, con altas paredes de roca estratificada, con llamativos pliegues de colores diversos, en los que predominan los tonos ocres, rojizos y verdes.

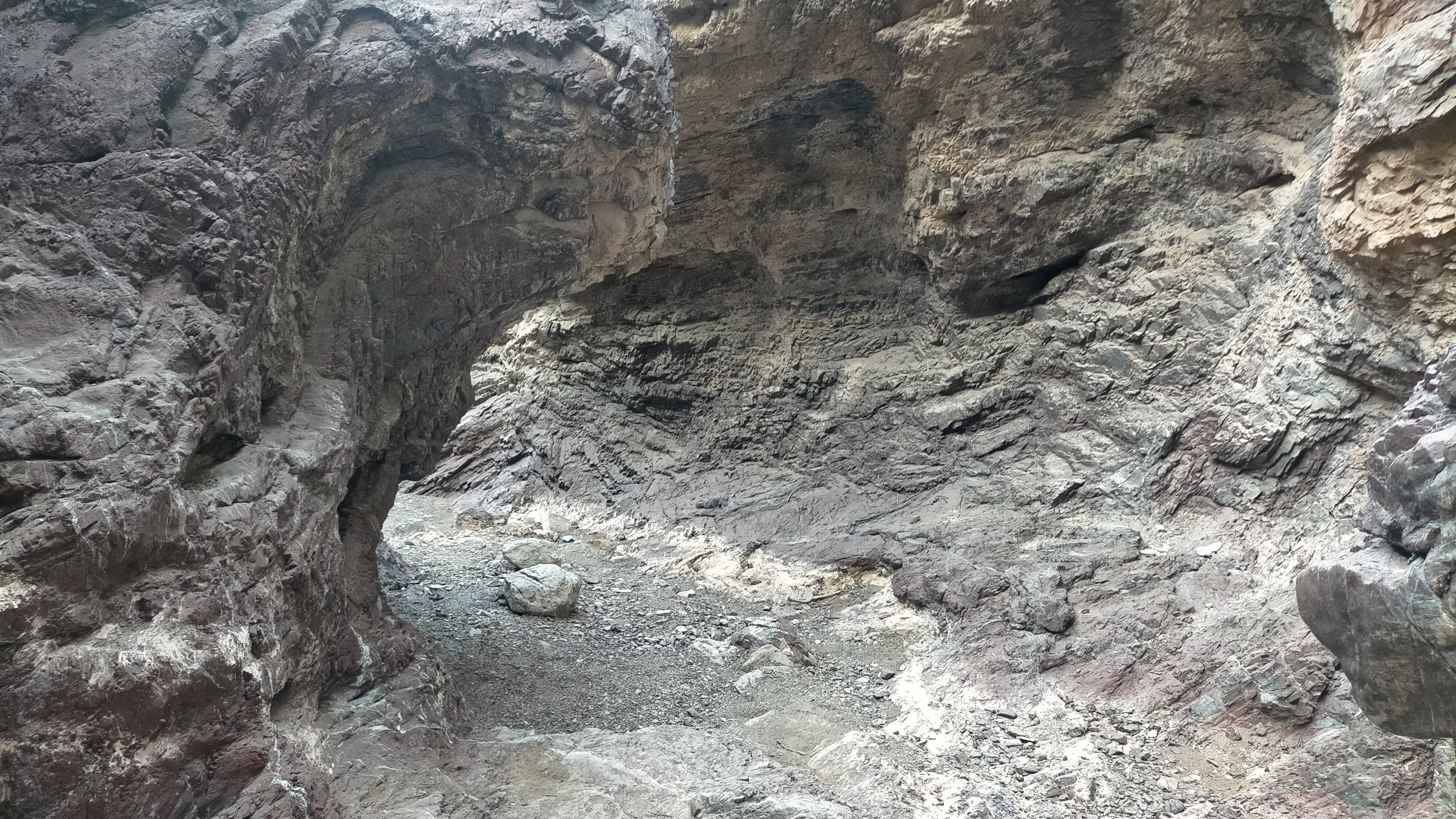
Wadi Al Himriyyah. Cauce de uno de los barrancos del brazo sur

Este escaso desnivel del curso medio y bajo del wadi y la falta de erosión provocada por grandes riadas o avenidas, hace que una buena parte del cauce se haya convertido de hecho en una pista de grava y tierra, por la que actualmente pueden circular libremente vehículos, con los inconvenientes que ello supone para la armonía y conservación del medio natural, aunque algunos visitantes valoran positivamente la ventaja de poder llegar en coche hasta alguno de los lugares de mayor interés turístico.
Muchos de estos visitantes ocasionales llegan y se van del lugar sin conocer verdaderamente su nombre, convencidos erróneamente de que han visitado el Wadi Kub,  situado en realidad cuatro kilómetros al sur y al oeste.  

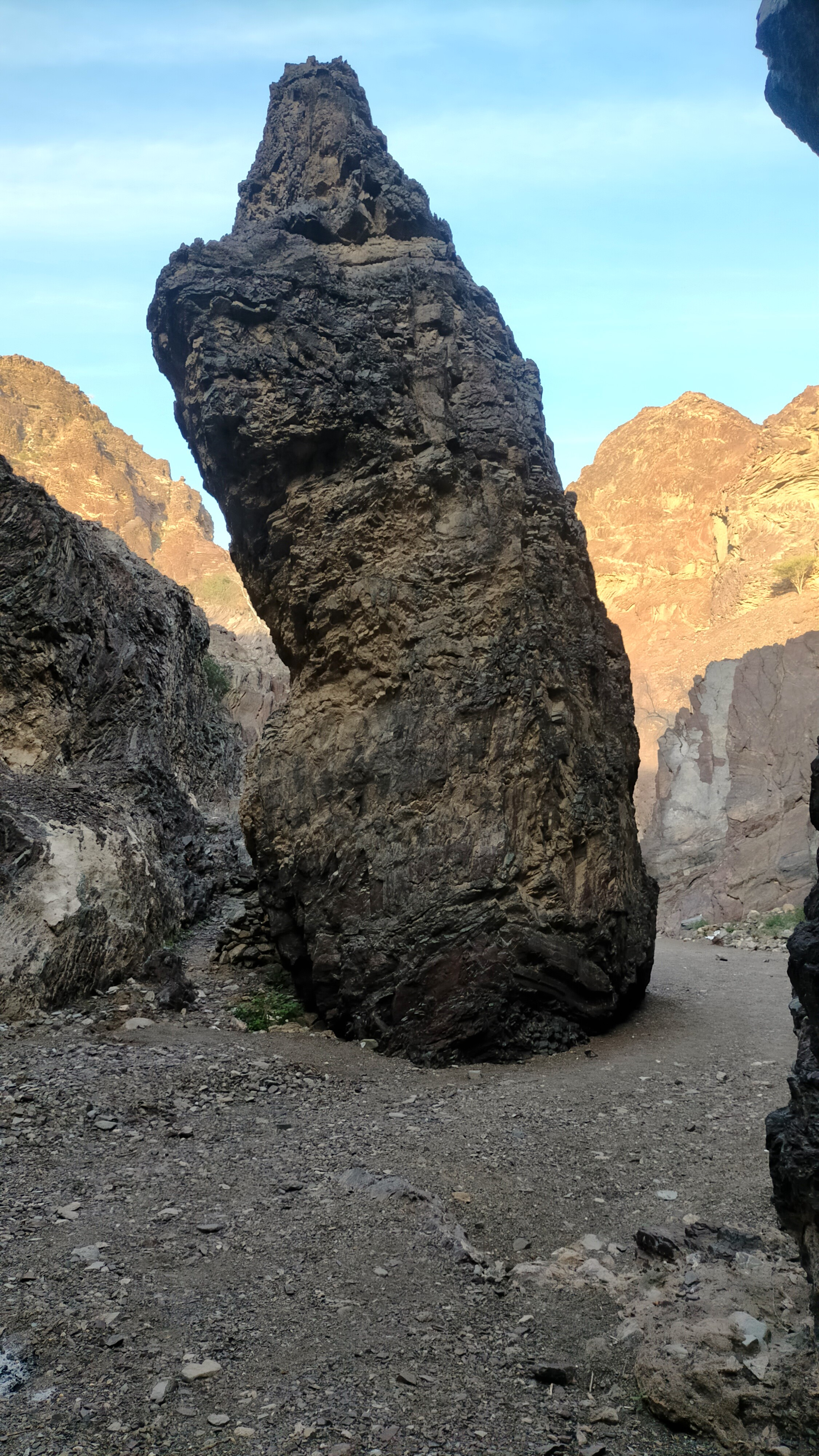
Al Himriyyah Rock. Gran monolito a la salida de la estrecha garganta que forma en ese punto el Wadi Al Himriyyah

## Toponimia
Nombres alternativos: 	Wādī Al Himriyyah.
Los nombres de este wadi y sus afluentes no aparecen nombrados en la documentación y mapas elaborados entre 1950 y 1960 por el arabista, cartógrafo, militar y diplomático británico Julian F. Walker, durante los trabajos efectuados para el establecimiento de fronteras entre los entonces denominados Estados de la Tregua, completados posteriormente por el Ministerio de Defensa del Reino Unido, en mapas a escala 1:100.000 publicados en 1972,  aunque en este último sí figuran las trazas del curso principal del wadi y sus diferentes brazos y afluentes.
En el Atlas Nacional de Emiratos Árabes Unidos consta identificado con la grafía Wādī Al Himriyyah.

## Población
Aunque en el curso de este wadi no hay constancia de la existencia de antiguas aldeas o poblados, toda el área próxima al Wadi Al Himriyyah, al Wadi Kub y a otros wadis cercanos, y sus respectivos afluentes, estuvo poblada por la tribu Mazari / Mazārī‘, que formaba parte de la federación tribal Bani Yas.